# Elezioni comunali in Veneto del 1995
Il 23 aprile 1995 (con ballottaggio il 7 maggio) e il 19 novembre (con ballottaggio il 3 dicembre) in Veneto si tennero le elezioni per il rinnovo di numerosi consigli comunali. 

## Elezioni dell'aprile 1995

### Provincia di Venezia

#### Cavarzere
| Candidati e Liste                  | Voti   | %      | Seggi |
| ---------------------------------- | ------ | ------ | ----- |
| Pier Luigi Parisotto               | 3.312  | 28,04  | -     |
| Cambiare Cavarzere                 | 2.036  | 18,16  | 8     |
| Centro Cristiano Democratico       | 916    | 8,17   | 4     |
| Nadio Grillo                       | 3.776  | 31,96  | 1     |
| Partito Democratico della Sinistra | 3.670  | 32,74  | 3     |
| Paolo Campaci                      | 1.350  | 11,43  | 1     |
| Popolari                           | 1.254  | 11,19  | -     |
| Anna Maria Fracasso                | 1.208  | 10,23  | 1     |
| Forza Italia-Polo Popolare         | 907    | 8,09   | -     |
| Patrizia Giro                      | 1.159  | 9,81   | 1     |
| Rifondazione Comunista             | 1.152  | 10,28  | -     |
| Fabrizio Zulian                    | 1.008  | 8,53   | 1     |
| Alleanza Nazionale                 | 1.275  | 11,37  | -     |
| Totale alle liste                  | 11.210 | 100,00 | 15    |
| TOTALE                             | 11.813 | 100,00 | 20    |

#### Portogruaro
| Candidati e Liste                         | Voti   | %      | Seggi |
| ----------------------------------------- | ------ | ------ | ----- |
| Gastone Rabbachin                         | 6.225  | 37,11  | -     |
| Portogruaro che Vogliamo                  | 5.976  | 37,12  | 12    |
| Gian Daniele Carlo Muschietti             | 4.012  | 23,92  | 1     |
| Forza Italia-Centro Cristiano Democratico | 3.946  | 24,54  | 3     |
| Vanna Prataviera                          | 2.017  | 12,03  | 1     |
| Alleanza Nazionale                        | 1.458  | 9,07   | -     |
| Progetto e Sviluppo                       | 347    | 2,16   | -     |
| Antonio Capitanio                         | 1.434  | 8,55   | 1     |
| Rifondazione Comunista                    | 1.403  | 8,73   | -     |
| Angelo Tabaro                             | 1.156  | 6,89   | 1     |
| Democratici Riformisti                    | 1.101  | 6,85   | -     |
| Armando Zambon                            | 1.030  | 6,14   | 1     |
| Lega Nord                                 | 994    | 6,18   | -     |
| Roberto Strumendo                         | 899    | 5,36   | -     |
| Portogruaro-Pordenone che Vogliamo        | 854    | 5,31   | -     |
| Totale alle liste                         | 16.079 | 100,00 | 15    |
| TOTALE                                    | 16.773 | 100,00 | 20    |

#### Scorzè
| Candidati e Liste                 | Voti   | %      | Seggi |
| --------------------------------- | ------ | ------ | ----- |
| Iginio Michieletto                | 4.644  | 41,23  | -     |
| Popolari per Scorzè               | 2.386  | 23,42  | 7     |
| Nuova Democrazia Autonomia Veneta | 999    | 10,18  | 3     |
| Federazione dei Verdi             | 728    | 7,42   | 2     |
| Eddi Simion                       | 3.079  | 20,33  | 1     |
| Forza Italia-Polo Popolare        | 2.021  | 20,60  | 3     |
| Alleanza Nazionale                | 571    | 5,82   | -     |
| Renato Massaria                   | 1.877  | 16,66  | 1     |
| Progressisti                      | 1.607  | 16,38  | 1     |
| Gino Novello                      | 1.664  | 14,77  | 1     |
| Lega Nord                         | 1.498  | 15,27  | 1     |
| Totale alle liste                 | 9.810  | 100,00 | 17    |
| TOTALE                            | 11.264 | 100,00 | 20    |

#### Spinea
| Candidati e Liste                               | Voti   | %      | Seggi |
| ----------------------------------------------- | ------ | ------ | ----- |
| Gelindo Tonon                                   | 7.710  | 43,00  | -     |
| Partito Democratico della Sinistra              | 4.275  | 26,43  | 8     |
| La Spinea che Vogliamo                          | 1.366  | 8,45   | 2     |
| Federazione dei Verdi                           | 1.208  | 7,47   | 2     |
| Federazione Laburista                           | 98     | 0,61   | -     |
| Orlando Rigato                                  | 4.881  | 27,22  | 1     |
| Popolari                                        | 1.890  | 11,68  | 1     |
| Lega Nord                                       | 1.545  | 9,55   | 1     |
| Patto dei Democratici                           | 1.009  | 6,24   | 1     |
| Edmondo Piazzi                                  | 4.057  | 22,63  | 1     |
| Polo Forza Spinea                               | 1.961  | 12,12  | 1     |
| Alleanza Nazionale-Centro Cristiano Democratico | 1.601  | 9,90   | 1     |
| Dino Veati                                      | 1.282  | 7,15   | 1     |
| Rifondazione Comunista                          | 1.222  | 7,55   | -     |
| Totale alle liste                               | 16.175 | 100,00 | 17    |
| TOTALE                                          | 17.930 | 100,00 | 20    |

### Provincia di Padova

#### Padova
| Candidati                     | Candidati                  | II turno             | II turno         | I turno | I turno | Liste                                | Voti    | %     | Seggi |
| Candidati                     | Candidati                  | Voti                 | %                | Voti    | %       | Liste                                | Voti    | %     | Seggi |
| ----------------------------- | -------------------------- | -------------------- | ---------------- | ------- | ------- | ------------------------------------ | ------- | ----- | ----- |
|                               | Flavio Zanonato ✔️ Sindaco | 82 700               | 59,76            | 47 787  | 31,95   | Partito Democratico della Sinistra   | 35 562  | 27,12 | 16    |
| Federazione Laburista - PRI   | Flavio Zanonato ✔️ Sindaco | 82 700               | 59,76            | 47 787  | 31,95   | 1 726                                | 1,32    | –     |       |
| Ambiente e Solidarietà        | Flavio Zanonato ✔️ Sindaco | 82 700               | 59,76            | 47 787  | 31,95   | 1 455                                | 1,11    | –     |       |
|                               | Francesco Gentile          | 55 685               | 40,24            | 57 771  | 38,62   | Forza Italia - PP - CCD              | 31 612  | 24,11 | 7     |
| Alleanza Nazionale            | Francesco Gentile          | 55 685               | 40,24            | 57 771  | 38,62   | 20 331                               | 15,51   | 5     |       |
| Seggio di coalizione          | Seggio di coalizione       | Seggio di coalizione | 40,24            | 57 771  | 38,62   | 1                                    |         |       |       |
|                               | Luigi Mariani              | Luigi Mariani        | Luigi Mariani    | 33 311  | 22,27   | Popolari (A)                         | 12 169  | 9,28  | 4     |
| Lega Nord                     | Luigi Mariani              | Luigi Mariani        | Luigi Mariani    | 33 311  | 22,27   | 8 785                                | 6,70    | 2     |       |
| Patto dei Democratici (B)     | Luigi Mariani              | Luigi Mariani        | Luigi Mariani    | 33 311  | 22,27   | 5 184                                | 3,95    | 2     |       |
| Federazione dei Verdi (C)     | Luigi Mariani              | Luigi Mariani        | Luigi Mariani    | 33 311  | 22,27   | 4 023                                | 3,07    | 1     |       |
| Seggio di coalizione          | Seggio di coalizione       | Seggio di coalizione | Luigi Mariani    | 33 311  | 22,27   | 1                                    |         |       |       |
|                               | Dario Marini               | Dario Marini         | Dario Marini     | 5 233   | 3,50    | Partito della Rifondazione Comunista | 5 349   | 4,08  | –     |
| Seggio di coalizione          | Seggio di coalizione       | Seggio di coalizione | Dario Marini     | 5 233   | 3,50    | 1                                    |         |       |       |
|                               | Emilio Vesce               | Emilio Vesce         | Emilio Vesce     | 2 008   | 1,34    | Lista Pannella - Riformatori (D)     | 1 886   | 1,44  | –     |
|                               | Sergio Celin               | Sergio Celin         | Sergio Celin     | 1 420   | 0,95    | Polo Democratico Ambientalista (E)   | 1 272   | 0,97  | –     |
|                               | Silvia Scattolin           | Silvia Scattolin     | Silvia Scattolin | 1 113   | 0,74    | Padova Città Vivibile                | 900     | 0,69  | –     |
|                               | Mario Levante              | Mario Levante        | Mario Levante    | 927     | 0,62    | Padova Comitati (F)                  | 865     | 0,66  | –     |
| Totale                        | Totale                     | 138 385              | 100              | 149 570 | 100     |                                      | 131 119 | 100   | 40    |
|                               |                            |                      |                  |         |         |                                      |         |       |       |
| Fonte: Ministero dell'interno |                            |                      |                  |         |         |                                      |         |       |       |

#### Este
| Candidati e Liste                  | Voti   | %      | Seggi |
| ---------------------------------- | ------ | ------ | ----- |
| Fabio Toso                         | 3.705  | 30,18  | -     |
| Partito Democratico della Sinistra | 1.747  | 16,89  | 5     |
| Popolari                           | 1.321  | 12,77  | 3     |
| Federazione Laburista              | 315    | 3,05   | -     |
| Francesco Marchesini               | 4.924  | 40,11  | 1     |
| Forza Italia                       | 2.187  | 21,15  | 3     |
| Alleanza Nazionale                 | 1.578  | 15,26  | 2     |
| Centro Cristiano Democratico       | 519    | 5,02   | -     |
| Francesco Selmin                   | 3.648  | 29,71  | 1     |
| Este per Cambiare                  | 1.380  | 13,34  | 3     |
| Lega Nord                          | 1.294  | 12,51  | 2     |
| Totale alle liste                  | 10.341 | 100,00 | 18    |
| TOTALE                             | 12.277 | 100,00 | 20    |

#### Monselice
| Candidati e Liste                      | Voti   | %      | Seggi |
| -------------------------------------- | ------ | ------ | ----- |
| Antonio Bettin                         | 4.697  | 38,68  | -     |
| Monselice Viva                         | 2.403  | 22,32  | 7     |
| Popolari                               | 1.160  | 10,78  | 3     |
| Federazione dei Verdi                  | 623    | 5,79   | 2     |
| Virio Gemignani                        | 2.084  | 17,16  | 1     |
| Alleanza Nazionale                     | 1.003  | 9,32   | 1     |
| Democrazia e Solidarietà per Monselice | 675    | 6,27   | 1     |
| Giovanni Baù                           | 1.639  | 13,50  | 1     |
| Forza Italia-Polo Popolare             | 1.476  | 13,71  | 1     |
| Giuseppe Ruzzante                      | 1.288  | 10,61  | 1     |
| Lega Nord                              | 1.200  | 11,15  | -     |
| Aldo Businaro                          | 1.005  | 8,28   | 1     |
| L'Altra Monselice                      | 876    | 8,14   | -     |
| Adriano Franchin                       | 883    | 7,27   | 1     |
| Iniziativa Popolare per Monselice      | 850    | 7,90   | -     |
| Paolo Roveroni                         | 546    | 4,50   | -     |
| Patto dei Democratici                  | 498    | 4,63   | -     |
| Totale alle liste                      | 10.764 | 100,00 | 15    |
| TOTALE                                 | 12.142 | 100,00 | 20    |

#### Piove di Sacco
| Candidati e Liste                  | Voti   | %      | Seggi |
| ---------------------------------- | ------ | ------ | ----- |
| Lino Conte                         | 3.091  | 26,00  | -     |
| Popolari per Piove di Sacco        | 2.885  | 26,50  | 12    |
| Bruno Casini                       | 2.361  | 19,86  | 1     |
| Forza Italia-Polo Popolare         | 2.286  | 21,00  | 1     |
| Carlo Valerio                      | 2.148  | 18,07  | 1     |
| Alleanza Nazionale                 | 1.552  | 14,26  | 1     |
| Federalisti Centro Popolare Veneto | 180    | 1,65   | -     |
| Licinio Ferrara                    | 1.925  | 16,19  | 1     |
| Democratici per Piove              | 1.195  | 10,98  | 1     |
| Federazione dei Verdi              | 527    | 4,84   | -     |
| Agostino Chinello                  | 1.340  | 11,27  | 1     |
| Lega Nord                          | 1.288  | 11,83  | -     |
| Antonio Barella                    | 1.025  | 8,62   | 1     |
| Rifondazione Comunista             | 972    | 8,93   | -     |
| Totale alle liste                  | 10.885 | 100,00 | 15    |
| TOTALE                             | 11.890 | 100,00 | 20    |

#### Selvazzano Dentro
| Candidati e Liste                  | Voti   | %      | Seggi |
| ---------------------------------- | ------ | ------ | ----- |
| Giovanna Benucci                   | 3.577  | 26,69  | -     |
| Partito Democratico della Sinistra | 2.054  | 17,73  | 5     |
| Selvazzano Insieme                 | 883    | 7,62   | 2     |
| Andrea Sanguin                     | 4.090  | 30,52  | 1     |
| Il Polo per Selvazzano             | 3.692  | 31,87  | 4     |
| Giancarlo Sanavio                  | 3.179  | 23,72  | 1     |
| Popolari per Selvazzano            | 995    | 8,59   | 1     |
| Federazione dei Verdi              | 768    | 6,63   | 1     |
| Proposta per Selvazzano            | 724    | 6,25   | 1     |
| Alessandro Pisani Ceretti          | 1.453  | 10,84  | 1     |
| Lega Nord                          | 1.411  | 12,18  | 1     |
| Guido Gambarin                     | 1.103  | 8,23   | 1     |
| Patto dei Democratici              | 1.057  | 9,12   | 1     |
| Totale alle liste                  | 11.584 | 100,00 | 16    |
| TOTALE                             | 13.402 | 100,00 | 20    |

#### Vigonza
| Candidati e Liste      | Voti   | %      | Seggi |
| ---------------------- | ------ | ------ | ----- |
| Mario Della Mea        | 4.396  | 35,59  | -     |
| Popolari               | 2.021  | 17,67  | 7     |
| Insieme per Vigonza    | 1.680  | 14,69  | 5     |
| Paolo Ceoldo           | 2.689  | 21,77  | 1     |
| Super Polo Veneto      | 2.615  | 22,86  | 2     |
| Pietro Giovannoni      | 2.169  | 17,56  | 1     |
| Lega Nord              | 2.132  | 18,64  | 1     |
| Marco Bizzotto         | 1.946  | 15,75  | 1     |
| Vigonza Libera         | 1.853  | 16,20  | 1     |
| Roberto Elvini         | 1.153  | 9,33   | 1     |
| Rifondazione Comunista | 1.139  | 9,96   | -     |
| Totale alle liste      | 11.440 | 100,00 | 16    |
| TOTALE                 | 12.353 | 100,00 | 20    |

### Provincia di Rovigo

#### Adria
| Candidati e Liste                  | Voti   | %      | Seggi |
| ---------------------------------- | ------ | ------ | ----- |
| Sandro Gino Spinello               | 4.875  | 32,94  | -     |
| Partito Democratico della Sinistra | 3.117  | 22,01  | 8     |
| Popolari                           | 1.558  | 11,00  | 4     |
| Unione Riformista                  | 211    | 1,49   | -     |
| Giovanni Vianello                  | 3.960  | 26,76  | 1     |
| Forza Italia                       | 2.660  | 18,78  | 2     |
| Alleanza Nazionale                 | 974    | 6,88   | 1     |
| Antonio Giolo                      | 1.365  | 9,22   | 1     |
| Per Cambiare                       | 1.216  | 8,59   | -     |
| Roberto Giolo                      | 1.287  | 8,70   | 1     |
| Rifondazione Comunista             | 1.256  | 8,87   | -     |
| Franco Grotto                      | 1.286  | 8,69   | 1     |
| Insieme per Adria                  | 1.139  | 8,04   | -     |
| Paolo Spinello                     | 1.039  | 7,02   | 1     |
| Adria Domani                       | 1.139  | 8,04   | -     |
| Fabrizio Barbieri                  | 752    | 5,08   | -     |
| Lega Nord                          | 738    | 5,21   | -     |
| Davide Ferro                       | 234    | 1,58   | -     |
| Progetto Futuro                    | 278    | 1,96   | -     |
| Totale alle liste                  | 14.164 | 100,00 | 15    |
| TOTALE                             | 14.798 | 100,00 | 20    |

#### Occhiobello
|                               | Daniele Chiarioni ✔️ Sindaco | Lista civica Centro-sinistra | 4 215 | 61,65 | 11 |  |  |  |  |
|                               | Tassi Alberto                | Lista civica Centro-destra   | 2 622 | 38,35 | 5  |  |  |  |  |
| Totale                        | Totale                       |                              | 6 837 | 100   | 16 |  |  |  |  |
|                               |                              |                              |       |       |    |  |  |  |  |
| Fonte: Ministero dell'interno |                              |                              |       |       |    |  |  |  |  |

### Provincia di Treviso

#### Conegliano
| Candidati e Liste                                               | Voti   | %      | Seggi |
| --------------------------------------------------------------- | ------ | ------ | ----- |
| Achille Ghizzo                                                  | 5.628  | 23,88  | -     |
| Lega Nord                                                       | 3.439  | 16,27  | 12    |
| Conegliano Viva                                                 | 1.216  | 5,75   | 4     |
| Luciano Daminato                                                | 5.754  | 24,42  | 1     |
| Polo per Conegliano (Forza Italia-Centro Cristiano Democratico) | 3.446  | 16,31  | 3     |
| Popolari Conegliano 2000                                        | 1.878  | 8,89   | 1     |
| Salvatore Campoccia                                             | 3.977  | 16,88  | 1     |
| Alleanza Nazionale                                              | 2.583  | 12,22  | 2     |
| Lista delle Primarie                                            | 859    | 4,06   | 1     |
| Fabrizio Maset                                                  | 3.922  | 16,64  | 1     |
| La Città Vera                                                   | 3.686  | 17,44  | 2     |
| Mario Botteon                                                   | 1.993  | 8,46   | 1     |
| Rifondazione Comunista                                          | 1.891  | 8,95   | -     |
| Sandro Marcuzzo                                                 | 1.578  | 6,70   | 1     |
| Uniti per Conegliano                                            | 1.350  | 6,39   | -     |
| Paola Mirto Bettiol                                             | 715    | 3,03   | -     |
| Lista Civica Conegliano                                         | 786    | 3,72   | -     |
| Totale alle liste                                               | 21.134 | 100,00 | 25    |
| TOTALE                                                          | 23.567 | 100,00 | 30    |

#### Mogliano Veneto
| Candidati e Liste                                                                                          | Voti   | %      | Seggi |
| --- | ------ | ------ | ----- |
| Diego Bottacin                                                                                             | 7.429  | 42,11  | -     |
| Partito Democratico della Sinistra                                                                         | 2.746  | 18,69  | 5     |
| Insieme Bottacin Sindaco (Partito Socialista Italiano-Partito Repubblicano Italiano-Federazione dei Verdi) | 2.670  | 18,18  | 5     |
| Gianantonio Costantini                                                                                     | 4.852  | 27,51  | 1     |
| Polo Popolare (Forza Italia-Cristiani Democratici Uniti)                                                   | 2.610  | 17,77  | 2     |
| Alleanza Nazionale                                                                                         | 1.638  | 11,15  | 1     |
| Livio Zanocco                                                                                              | 3.421  | 19,39  | 1     |
| Popolari                                                                                                   | 1.578  | 10,74  | 1     |
| Lega Nord                                                                                                  | 1.472  | 10,02  | 1     |
| Giacomo Sandri                                                                                             | 1.188  | 6,73   | 1     |
| La Mogliano che Vogliamo                                                                                   | 1.088  | 7,41   | 1     |
| Orazio Dalla Tor                                                                                           | 750    | 4,25   | 1     |
| Rifondazione Comunista                                                                                     | 887    | 6,04   | -     |
| Totale alle liste                                                                                          | 14.689 | 100,00 | 16    |
| TOTALE | 17.640 | 100,00 | 20    |

#### Paese
| Candidati e Liste                                            | Voti   | %      | Seggi |
| ------------------------------------------------------------ | ------ | ------ | ----- |
| Vigilio Pavan                                                | 4.485  | 39,69  | -     |
| Lega Nord                                                    | 2.188  | 22,59  | 8     |
| Liberi e Forti                                               | 931    | 9,61   | 3     |
| Insieme per Paese                                            | 522    | 5,39   | 1     |
| Franco Pozzebon                                              | 3.621  | 32,04  | 1     |
| Popolari per Paese                                           | 1.691  | 17,46  | 2     |
| Alleanza di Progresso                                        | 1.480  | 15,28  | 1     |
| Moreno Gallina                                               | 3.194  | 28,27  | 1     |
| Forza Italia-Centro Cristiano Democratico-Alleanza Nazionale | 2.055  | 21,22  | 2     |
| P.A.E.S.E.                                                   | 817    | 8,44   | 1     |
| Totale alle liste                                            | 9.684  | 100,00 | 18    |
| TOTALE                                                       | 11.300 | 100,00 | 20    |

#### Villorba
| Candidati e Liste                               | Voti   | %      | Seggi |
| ----------------------------------------------- | ------ | ------ | ----- |
| Sauro Tavella                                   | 3.634  | 32,93  | -     |
| Progressisti                                    | 1.773  | 17,83  | 6     |
| Popolari                                        | 1.674  | 16,83  | 6     |
| Luigi Benetton                                  | 3.581  | 32,45  | 1     |
| Forza Italia                                    | 2.000  | 20,11  | 3     |
| Alleanza Nazionale-Centro Cristiano Democratico | 950    | 9,55   | 1     |
| Insieme Ambiente                                | 343    | 3,45   | -     |
| Giuseppe Boaretto                               | 2.940  | 26,64  | 1     |
| Lega Nord                                       | 2.079  | 20,90  | 1     |
| Vivere Villorba                                 | 316    | 3,18   | -     |
| Renato Perazzetta                               | 880    | 7,97   | 1     |
| Lista Villorba                                  | 811    | 8,15   | -     |
| Totale alle liste                               | 9.946  | 100,00 | 17    |
| TOTALE                                          | 11.035 | 100,00 | 20    |

#### Vittorio Veneto
| Candidati e Liste                  | Voti   | %      | Seggi |
| ---------------------------------- | ------ | ------ | ----- |
| Antonio Dalla Libera               | 7.252  | 37,08  | -     |
| Partito Democratico della Sinistra | 4.039  | 23,48  | 8     |
| Popolari                           | 1.673  | 9,73   | 3     |
| Insieme per Vittorio Veneto        | 619    | 3,60   | 1     |
| Giacomo Caldart                    | 7.207  | 36,85  | 1     |
| Vittorio Nuova                     | 2.773  | 16,12  | 2     |
| Forza Italia                       | 2.239  | 13,02  | 2     |
| Alleanza Nazionale                 | 1.045  | 6,08   | 1     |
| Adriano Furlan                     | 3.032  | 15,50  | 1     |
| Lega Nord                          | 2.515  | 14,62  | 1     |
| Federazione dei Verdi              | 320    | 1,86   | -     |
| Ruggero Da Ros                     | 932    | 4,77   | -     |
| Rifondazione Comunista             | 921    | 5,35   | -     |
| Ottavio Pasquotti                  | 636    | 3,25   | -     |
| Patto dei Democratici              | 602    | 3,50   | -     |
| Silvana Pradal                     | 364    | 1,86   | -     |
| Progetto Vittorio                  | 313    | 1,82   | -     |
| Alberto Inghini                    | 135    | 0,69   | -     |
| Per Vittorio                       | 140    | 0,81   | -     |
| Totale alle liste                  | 17.199 | 100,00 | 18    |
| TOTALE                             | 19.558 | 100,00 | 20    |

### Provincia di Verona

#### Villafranca di Verona
| Candidati e Liste            | Voti   | %      | Seggi |
| ---------------------------- | ------ | ------ | ----- |
| Maurizio Facincani           | 3.781  | 20,21  | -     |
| Centro Cristiano Democratico | 3.236  | 18,58  | 12    |
| Angelino Rinaldi             | 5.398  | 28,86  | 1     |
| Forza Italia                 | 2.937  | 16,87  | 2     |
| Alleanza Nazionale           | 1.384  | 7,95   | -     |
| Federalisti                  | 429    | 2,46   | -     |
| Vivere Villafranca           | 325    | 1,87   | -     |
| Fortunato Perina             | 3.760  | 20,10  | 1     |
| Popolari                     | 2.436  | 13,99  | 1     |
| Patto dei Democratici        | 1.123  | 6,45   | -     |
| Paolo Bertezzolo             | 2.922  | 15,62  | 1     |
| Ci.Vi.Ca.                    | 2.746  | 15,88  | 1     |
| Maria Rosa Ciresola          | 1.520  | 8,13   | 1     |
| Lega Nord-Patto Segni        | 1.475  | 8,47   | -     |
| Paolo Magalini               | 1.325  | 7,08   | -     |
| Progressisti                 | 1.321  | 7,59   | -     |
| Totale alle liste            | 17.412 | 100,00 | 16    |
| TOTALE                       | 18.706 | 100,00 | 20    |

### Provincia di Vicenza

#### Vicenza
| Candidati                     | Candidati                    | II turno             | II turno            | I turno | I turno | Liste                                | Voti   | %     | Seggi |
| Candidati                     | Candidati                    | Voti                 | %                   | Voti    | %       | Liste                                | Voti   | %     | Seggi |
| ----------------------------- | ---------------------------- | -------------------- | ------------------- | ------- | ------- | ------------------------------------ | ------ | ----- | ----- |
|                               | Marino Quaresimin ✔️ Sindaco | 34 245               | 50,92               | 25 290  | 34,63   | Partito Democratico della Sinistra   | 8 791  | 13,84 | 8     |
| Popolari                      | Marino Quaresimin ✔️ Sindaco | 34 245               | 50,92               | 25 290  | 34,63   | 7 210                                | 11,35  | 7     |       |
| Federazione dei Verdi         | Marino Quaresimin ✔️ Sindaco | 34 245               | 50,92               | 25 290  | 34,63   | 3 998                                | 6,29   | 4     |       |
| Patto dei Democratici         | Marino Quaresimin ✔️ Sindaco | 34 245               | 50,92               | 25 290  | 34,63   | 2 508                                | 3,95   | 2     |       |
|                               | Marino Breganze              | 33 001               | 49,08               | 29 581  | 40,50   | Forza Italia - Il Polo Popolare      | 13 348 | 21,02 | 6     |
| Alleanza Nazionale            | Marino Breganze              | 33 001               | 49,08               | 29 581  | 40,50   | 7 921                                | 12,47  | 3     |       |
| Centro Cristiano Democratico  | Marino Breganze              | 33 001               | 49,08               | 29 581  | 40,50   | 2 189                                | 3,45   | 1     |       |
| Unione Popolare Veneta        | Marino Breganze              | 33 001               | 49,08               | 29 581  | 40,50   | 712                                  | 1,12   | –     |       |
| Seggio di coalizione          | Seggio di coalizione         | Seggio di coalizione | 49,08               | 29 581  | 40,50   | 1                                    |        |       |       |
|                               | Giuseppe Magnabosco          | Giuseppe Magnabosco  | Giuseppe Magnabosco | 8 948   | 12,25   | Lega Nord                            | 8 732  | 13,75 | 3     |
| Seggio di coalizione          | Seggio di coalizione         | Seggio di coalizione | Giuseppe Magnabosco | 8 948   | 12,25   | 1                                    |        |       |       |
|                               | Maria Giacobbo               | Maria Giacobbo       | Maria Giacobbo      | 4 488   | 6,14    | Progetto (A)                         | 3 698  | 5,82  | 2     |
| Seggio di coalizione          | Seggio di coalizione         | Seggio di coalizione | Maria Giacobbo      | 4 488   | 6,14    | 1                                    |        |       |       |
|                               | Germano Raniero              | Germano Raniero      | Germano Raniero     | 2 888   | 3,95    | Partito della Rifondazione Comunista | 2 753  | 4,33  | –     |
| Seggio di coalizione          | Seggio di coalizione         | Seggio di coalizione | Germano Raniero     | 2 888   | 3,95    | 1                                    |        |       |       |
|                               | Silvano Giometto             | Silvano Giometto     | Silvano Giometto    | 1 841   | 2,52    | Vicenza Democratica                  | 1 654  | 2,60  | –     |
| Totale                        | Totale                       | 67 246               | 100                 | 73 036  | 100     |                                      | 63 514 | 100   | 40    |
|                               |                              |                      |                     |         |         |                                      |        |       |       |
| Fonte: Ministero dell'interno |                              |                      |                     |         |         |                                      |        |       |       |

#### Arzignano
| Candidati e Liste          | Voti   | %      | Seggi |
| -------------------------- | ------ | ------ | ----- |
| Gianfranco Signorin        | 4.386  | 30,08  | -     |
| Per Arzignano              | 1.905  | 14,65  | 6     |
| Popolari di Arzignano      | 1.165  | 8,96   | 3     |
| Patto dei Democratici      | 1.120  | 8,61   | 3     |
| Giorgio Gentilin           | 4.922  | 33,76  | 1     |
| Forza Italia-Polo Popolare | 2.772  | 21,31  | 3     |
| Alleanza Nazionale         | 906    | 6,97   | -     |
| Guerrino Mazzocco          | 3.602  | 24,71  | 1     |
| Lega Nord                  | 3.540  | 27,22  | 2     |
| Franco Colladon            | 994    | 6,82   | 1     |
| Lista Civica di Centro     | 921    | 7,08   | -     |
| Luciano Danieli            | 676    | 4,64   | -     |
| L'Ala Sinistra del Grifo   | 677    | 5,21   | -     |
| Totale alle liste          | 13.006 | 100,00 | 17    |
| TOTALE                     | 14.580 | 100,00 | 20    |

#### Bassano del Grappa
| Candidati e Liste                  | Voti   | %      | Seggi |
| ---------------------------------- | ------ | ------ | ----- |
| Lucio Gambaretto                   | 6.227  | 23,09  | -     |
| Bassano Popolare                   | 5.896  | 23,31  | 18    |
| Gianfranco Borin                   | 10.200 | 37,82  | 1     |
| Forza Italia                       | 5.057  | 19,99  | 3     |
| Alleanza Nazionale                 | 2.680  | 10,59  | 2     |
| Centro Cristiano Democratico       | 1.652  | 6,53   | 1     |
| Alberta Bizzotto Spoalore          | 4.162  | 15,43  | 1     |
| Lega Nord-Patto dei Democratici    | 3.908  | 15,45  | 1     |
| Mauro Beraldin                     | 4.015  | 14,89  | 1     |
| Progressisti                       | 3.893  | 15,39  | 1     |
| Stefano Angelo Binda               | 1.752  | 6,50   | 1     |
| Città Aperta                       | 1.606  | 6,35   | -     |
| Diego Valentino Pozza              | 617    | 2,29   | -     |
| Alternativa Ambientalista Solidale | 606    | 2,40   | -     |
| Totale alle liste                  | 25.298 | 100,00 | 26    |
| TOTALE                             | 26.973 | 100,00 | 30    |

#### Montecchio Maggiore
| Candidati e Liste          | Voti   | %      | Seggi |
| -------------------------- | ------ | ------ | ----- |
| Giuseppe Ceccato           | 3.470  | 26,02  | -     |
| Lega Nord                  | 3.299  | 27,39  | 12    |
| Luciano Romio              | 3.499  | 26,24  | 1     |
| Popolari Democratici       | 1.474  | 12,24  | 1     |
| Città per l'Uomo           | 1.290  | 10,71  | 1     |
| Giampietro Zanovello       | 3.269  | 24,51  | 1     |
| Forza Italia-Polo Popolare | 2.176  | 18,07  | 2     |
| Alleanza Nazionale         | 808    | 6,71   | -     |
| Michelangelo Lovato        | 991    | 7,43   | 1     |
| Per Montecchio             | 929    | 7,71   | -     |
| Luigi Peripoli             | 942    | '7,06  | 1     |
| Lista di Centro            | 952    | 7,90   | -     |
| Giuseppe Galassini         | 688    | 5,16   | -     |
| Rifondazione Comunista     | 641    | 5,32   | -     |
| Maurizio Frigo             | 477    | 3,58   | -     |
| Federazione dei Verdi      | 476    | 3,95   | -     |
| Totale alle liste          | 12.045 | 100,00 | 16    |
| TOTALE                     | 13.336 | 100,00 | 20    |

#### Schio
| Candidati e Liste                  | Voti   | %      | Seggi |
| ---------------------------------- | ------ | ------ | ----- |
| Giuseppe Berlato Sella             | 12.807 | 49,92  | -     |
| Popolari                           | 5.925  | 25,66  | 10    |
| Partito Democratico della Sinistra | 3.337  | 14,45  | 6     |
| Per Schio                          | 1.495  | 6,48   | 2     |
| Danilo Domenico Balasso            | 5.714  | 22,27  | 1     |
| Lega Nord                          | 5.569  | 24,12  | 5     |
| Umberto Frigo                      | 5.369  | 20,93  | 1     |
| FI - CCD - AN                      | 5.140  | 22,26  | 4     |
| Margherita Ceribella               | 1.765  | 6,88   | 1     |
| Rifondazione Comunista             | 1.128  | 4,89   | -     |
| Federazione dei Verdi              | 494    | 2,14   | -     |
| Totale alle liste                  | 23.088 | 100,00 | 27    |
| TOTALE                             | 25.655 | 100,00 | 30    |

#### Thiene
| Candidati e Liste                 | Voti   | %      | Seggi |
| --------------------------------- | ------ | ------ | ----- |
| Marina Maino                      | 3.727  | 26,91  | -     |
| Popolari                          | 1.925  | 15,74  | 4     |
| Progresso e Democrazia per Thiene | 1.472  | 12,03  | 3     |
| Francesco Balasso                 | 5.228  | 37,75  | 1     |
| FI - AN                           | 3.480  | 28,45  | 5     |
| CCD - Fed.                        | 1.085  | 8,87   | 1     |
| Daniele Apolloni                  | 3.651  | 26,36  | 1     |
| Lega Nord                         | 2.725  | 22,28  | 4     |
| Federazione dei Verdi             | 409    | 3,34   | -     |
| Romolo Balasso                    | 1.243  | 8,98   | 1     |
| Thiene Nuova Delfini              | 1.136  | 9,29   | -     |
| Totale alle liste                 | 12.232 | 100,00 | 17    |
| TOTALE                            | 13.849 | 100,00 | 20    |

#### Valdagno
| Candidati e Liste            | Voti   | %       | Seggi |
| ---------------------------- | ------ | ------- | ----- |
| Lorenzo Paolo Aldo Bosetti   | 10.010 | 51,19   | -     |
| Scegli Valdagno              | 8.533  | 49,35   | 10    |
| Carlo Fongaro                | 6.364  | 32,55   | 1     |
| Lega Nord                    | 3.999  | 23,13   | 5     |
| Lista Civica                 | 1.329  | 7,69    | 1     |
| Patto Segni                  | 468    | 2,71    | -     |
| Alfonso Ferrio               | 3.180  | 16,26   | 1     |
| Forza Italia-Polo Popolare   | 1.515  | 8,76    | 1     |
| Alleanza Nazionale           | 999    | 5,78    | 1     |
| Centro Cristiano Democratico | 449    | 2,60    | -     |
| Totale alle liste            | 17.292 | 100,00  | 18    |
| TOTALE                       | 19.554 | 1,00,00 | 20    |